# Ahmet Ak
Ahmet Ak (* 20. Mai 1966 in Kahramanmaraş) ist ein ehemaliger türkischer Ringer. Er war Europameister 1989 im freien Stil im Bantamgewicht.

## Werdegang
Ahmet Ak begann als Jugendlicher mit dem Ringen und wurde Mitglied des Sportclubs TEK Kahramanmaraş. Er wurde von Avni Tarhan trainiert. Der 1,63 Meter große Athlet rang ausschließlich im freien Stil. Er brachte ca. 60 kg auf die Waage und startete während seiner ganzen Karriere im Bantamgewicht (damals bis 57 kg Körpergewicht).
Er war bereits als Junior sehr erfolgreich und gewann mehrere Medaillen bei internationalen Juniorenmeisterschaften. 1981 und 1983 belegte er bei den Balkanmeisterschaften der Junioren in Pula bzw. Bukarest jeweils den 2. Platz. 1984 wurde er bei der Junioren-Europameisterschaft in Slaghaven/Dänemark im Bantamgewicht hinter Rumen Pawlow, Bulgarien und Karsten Polky, DDR den 3. Platz und 1985 belegte er bei der Junioren-Weltmeisterschaft (Espoirs) in Colorado Springs im Bantamgewicht hinter Ewgeni Musojan aus der Sowjetunion den 2. Platz.
1985 startete er in Leipzig erstmals bei einer internationalen Meisterschaft der Senioren. Er kam dabei im Bantamgewicht mit drei Siegen und Niederlagen gegen Bernd Bobrich aus der DDR und Gurgen Baghdassarjan aus der UdSSR auf den 4. Platz. Sein nächster Start war dann bei der Europameisterschaft 1987 in Veliko Tarnovo. Hier erreichte er den 5. Platz. Seine erste Medaille bei einer internationalen Meisterschaft bei den Senioren gewann er dann 1987 bei der Weltmeisterschaft in Clermont-Ferrand. Er gewann hier hinter Sergei Beloglasow aus der Sowjetunion und Barry Davis aus den Vereinigten Staaten die Bronzemedaille im Bantamgewicht.
1988 wurde Ahmet Ak in Manchester Vize-Europameister. Im Finale unterlag er dabei dem damals in dieser Gewichtsklasse als unschlagbar geltenden Sergei Beloglasow. Bei den Olympischen Spielen dieses Jahres in Seoul belegte er in seinem Pool hinter demselben Ringer den 2. Platz und hatte deshalb die Möglichkeit gegen den Südkoreaner Kyung Sun-noh um die Bronzemedaille zu kämpfen. In dem Hexenkessel von Seoul hatte er aber gegen den einheimischen Kyung keine Chance und verlor nach Punkten. Er belegte damit den 4. Platz.
Im Jahre 1989 kam dann seine große Stunde, denn er wurde in Ankara Europameister im Bantamgewicht. Im Finale kam er dabei zu einem knappen Punktsieg über den sowjetischen Sportler Kamadulin Abduldaikow. Bei der Weltmeisterschaft dieses Jahres in Martigny/Schweiz verlor er erneut gegen einen südkoreanischen Ringer und kam nur auf den 5. Platz, wobei er im Kampf um diesen Platz den Mongolen Arslangiin Tsedensodnom mit 2:1 techn. Punkten besiegte.
Letztmals startete Ahmet Ak dann 1990 bei internationalen Meisterschaften. Bei der Europameisterschaft in Posen kam er dabei auf den 5. Platz und auch bei der Weltmeisterschaft in Tokio gewann er mit dem 4. Platz keine Medaille mehr. Im Kampf um den 3. Platz musste er sich dabei dem sowjetischen Sportler Sergei Smal nach Punkten geschlagen geben.
Danach beendete er seine internationale Ringerlaufbahn, weil er nach Deutschland ging und dort mehrere Jahre lang in der deutschen Bundesliga, u. a. für den KSV Wiesental, rang. Ahmet Ak, der an der Cukurova-Universität ein Sportstudium abgeschlossen hatte, kehrte aber in die Türkei zurück. Er wurde Trainer in Kahramanmaraş und später Trainer der türkischen Freistil-Nationalmannschaft. Jetzt (2009) ist er stellvertretender Vorsitzender des türkischen Ringer-Verbandes.

## Internationale Erfolge
(OS = Olympische Spiele, WM = Weltmeisterschaft, EM = Europameisterschaft, F = freier Stil, Fl = Fliegengewicht, Ba = Bantamgewicht, damals bis 52 kg bzw. 57 kg Körpergewicht)
- 1981, 2. Platz, Balkanmeisterschaft der Junioren (Cadets) in Pula, F, bis 55 kg Körpergewicht, hinter Maricel Popa, Rumänien u. vor Sandor Donew, Bulgarien;
- 1983, 4. Platz, Junioren-WM (Juniors) in Oak Lawn/USA, F, bis 56 kg Körpergewicht, hinter Joe Melchior, USA, Kadschimagomed Aiguschow, UdSSR u. Goh Jung-ho, Südkorea, vor Jürgen Ketterer, BRD;
- 1983, 2. Platz, Balkanmeisterschaft der Junioren (Espoirs) in Bukarest, F, Fl, hinter Wassili Dobrew, Bulgarien u. vor Panagiotis Kasantidis, Griechenland;
- 1984, 3. Platz, Junioren-EM (Espoirs) in Slaghaven/Dänemark, F, Ba, hinter Rumen Pawlow, Bulgarien und Karsten Polky, DDR;
- 1985, 4. Platz, EM in Leipzig, F, Ba, mit Siegen über Pekkanen, Finnland, Zoran Šorov, Jugoslawien u. Béla Nagy, Ungarn u. Niederlagen gegen Bernd Bobrich, DDR u. Gurgen Baghdassarjan, UdSSR;
- 1985, 2. Platz, Junioren-WM (Espoirs) in Colorado Springs, F, Ba, hinter Ewgeni Musojan, UdSSR, vor Paul Hughes, Kanada;
- 1986, 1. Platz, „Yasar-Dogu“-Turnier in Istanbul, F, Ba, vor Metin Kaplan u. Ahmet Durra, bde. Türkei;
- 1987, 1. Platz, „Yasar-Dogu“-Turnier in Istanbul, F, Ba, vor Metin Kaplan u. Béla Nagy;
- 1987, 5. Platz, EM in Veliko Tarnovo, F, Ba, hinter Sergei Beloglasow, UdSSR, Zoran Šorov, Georgi Kaltschew, Bulgarien u. Béla Nagy;
- 1987, 3. Platz, WM in Clermont-Ferrand, F, Ba, hinter Sergei Beloglasow u. Barry Davis, USA, vor Stefan Iwanow, Bulgarien u. Li Chol, Nordkorea;
- 1987, 3. Platz, Mittelmeer-Spiele in Latakia, F, Ba, hinter Šaban Trstena, Jugoslawien u. Mahmoud Masouti, Syrien;
- 1988, 1. Platz, „Yasar-Dogu“-Turnier in Istanbul, F, Ba, vor Darult Prefit, Rumänien u. Metin Kaplan;
- 1988, 2. Platz, EM in Manchester, F, Ba, hinter Sergei Beloglasow u. vor Stefan Iwanow, Béla Nagy, Zoran Šorov u. Ralf Monschau, BR;
- 1988, 4. Platz, OS in Seoul, F, Ba, hinter Sergei Beloglasow, Askari Mohammadian, Iran u. Kyung Sun-noh, Südkorea, vor Walentin Iwanow, Bulgarien u. Béla Nagy;
- 1989, 1. Platz, EM in Ankara, F, Ba, vor Kamaludin Abduldailow, UdSSR, Jürgen Scheibe, BRD, Rumen Pawlow u. Ana Radu, Rumänien;
- 1989, 5. Platz, WM in Martigny/Schweiz, F, Ba, hinter Kim Jung-sik, Südkorea, Askari Mohammadian, Rumen Pawlow u. Ryo Kanahama, Japan;
- 1990, 1. Platz, „Yasar-Dogu“-Turnier in Istanbul, F, Ba, vor Ismail Zurnacci, Türkei u. Sergei Smal, UdSSR;
- 1990, 1. Platz, World Cup in Toledo, F, Ba, vor Ruslan Karajew, UdSSR u. Brad Penrith, USA;
- 1990, 5. Platz, EM in Posen, F, Ba, hinter Rumen Pawlow, Laszlo Miklosch, BRD, Alisultan Alisultanow, udSSR u. Dariusz Grzywinski, Polen;
- 1990, 4. Platz, WM in Tokio, F, Ba, hinter Alejandro Puerto Diaz, Kuba, Rumen Pawlow u. Sergei Smal;
- 1991, 3. Platz, „Yasar-Dogu“-Turnier in Istanbul, F, Ba, hinter Remzi Musaoğlu u. Metin Topaktoas, bde. Türkei;
- 1991, 1. Platz, Mittelmeer-Spiele in Athen, F, Ba, vor Zoran Šorov u. Umberto Pirrone, Italien